# Idioma Batak Simalungun
El idioma Simalungun o Batak Simalungun, es una lengua austronesia hablada en el norte de Sumatra por el pueblo Batak Simalungun. Se habla principalmente en la regencia Simalungun y en Pematangsiantar, Sumatra Septentrional, Indonesia.